# Linia kolejowa nr 531
Linia kolejowa nr 531 – pierwszorzędna, zelektryfikowana, jednotorowa linia kolejowa łącząca rozjazd nr 30 na stacji Łowicz Główny (rejon ŁG1) z rozjazdem nr 1 na stacji Łowicz Przedmieście.